# Wołosożary
Wołosożary, włosożary – w mitologii słowiańskiej określenie Pasa Oriona lub gromady otwartej Plejady bądź, rzadziej, spadających gwiazd, odnoszące się do boga magii i zaświatów Wołosa.
Nazwa pochodzi od słowa stožary, oznaczającego centralny pal gumna, wokół którego chodzi para połączonych jarzmem wołów, młócąc zboże.
Związek między Pasem Oriona a władcą zaświatów obecny jest także m.in. w mitologii egipskiej (Ozyrys). Gwiazdozbiór ten związany jest z wyobrażeniami fallicznymi i axis mundi. Stanowi też symboliczne wyobrażenie broni chtonicznego boga, przeciwstawnej piorunom Gromowładcy (w polskich wyobrażeniach ludowych jest to kij, którym diabeł chciał uderzyć Boga).